# Aïda Fall
Aïda Fall (Pantin, 10 novembre 1986) è un'ex cestista senegalese.

## Carriera
Con il Senegal ha disputato i Giochi olimpici di Rio de Janeiro 2016 e i Campionati africani del 2019.